# Plage de Petite Anse
Ne doit pas être confondu avec Plage de Petite Anse (Bouillante).
La plage de Petite Anse ou plage Ti-Anse est une plage de sable ocre située entre Deshaies et Pointe-Noire, en Guadeloupe.

## Description
Située dans la Petite Anse entre un cap non nommé au sud et la pointe Marine au nord, à une centaine de mètres de la route Nationale 2 par une ruelle en forte pente, il s'agit d'une plage d'une centaine de mètres de longueur, très incurvée dans la côte. Fréquentée, l'accès y est difficile car le parking est très étroit et la sortie, fortement pentue sur la Nationale est très dangereuse. 
Néanmoins, elle offre un cadre paradisiaque, ombragée et la baignade n'y est en général pas dangereuse. Ses eaux sont réputées comme espace de snorkeling.
La ravine Petite Anse y a son embouchure.

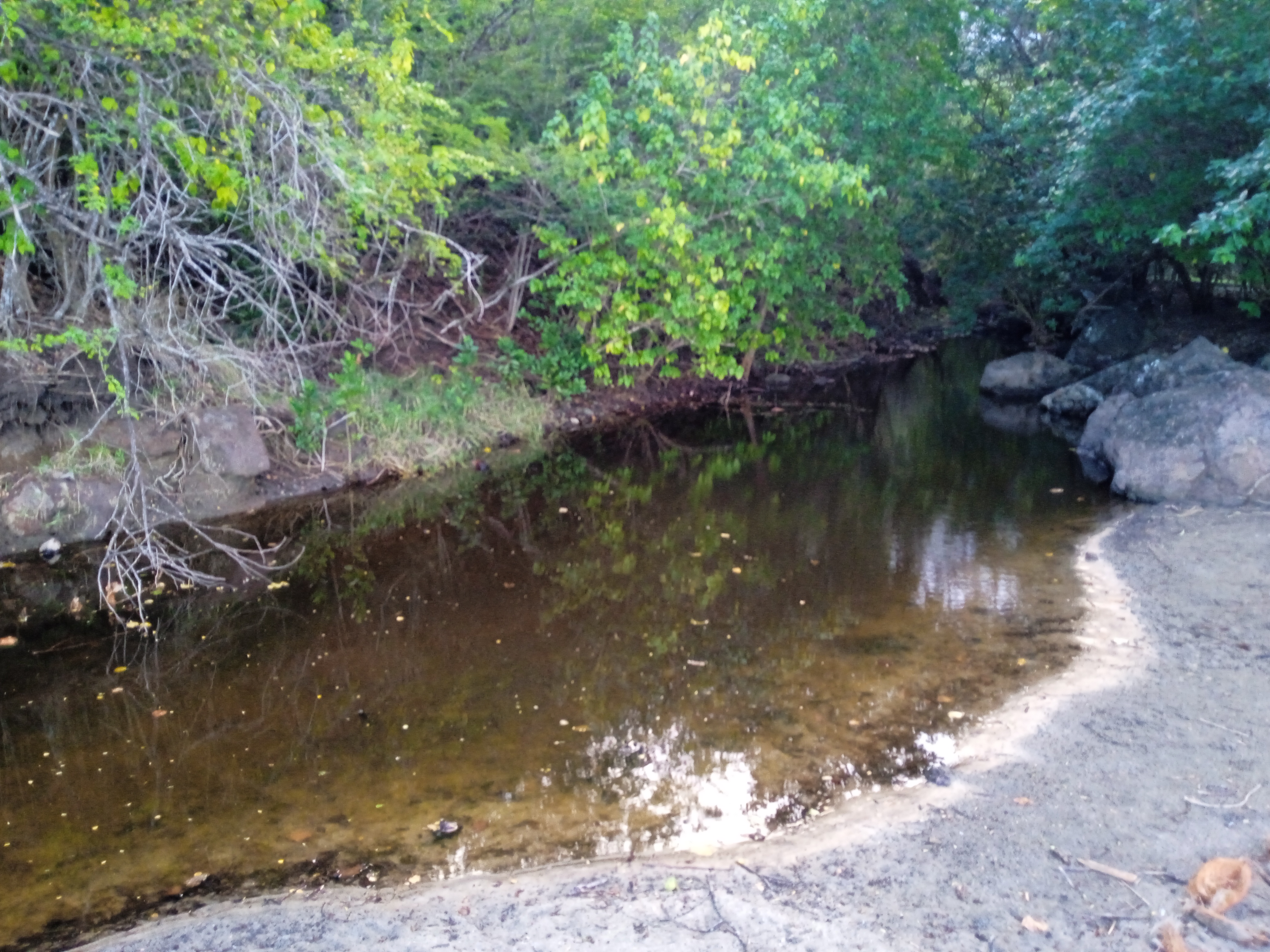
La ravine Petite Anse a son embouchure sur l'angle droit de la plage de Petite Anse.
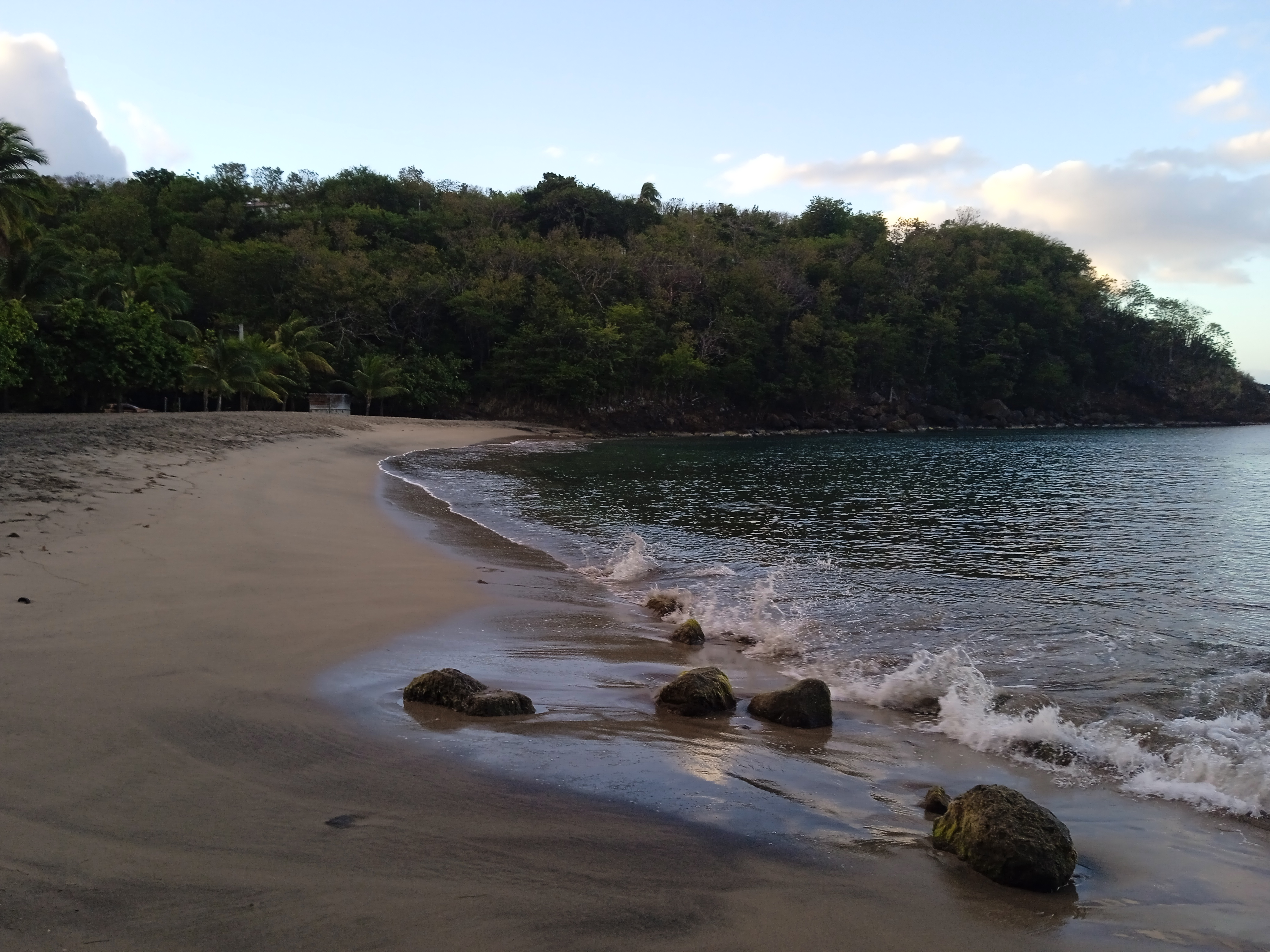
Plage de Petite Anse photographiée à partir de la pointe Marine.

## La borne commémorative de Petite-Anse

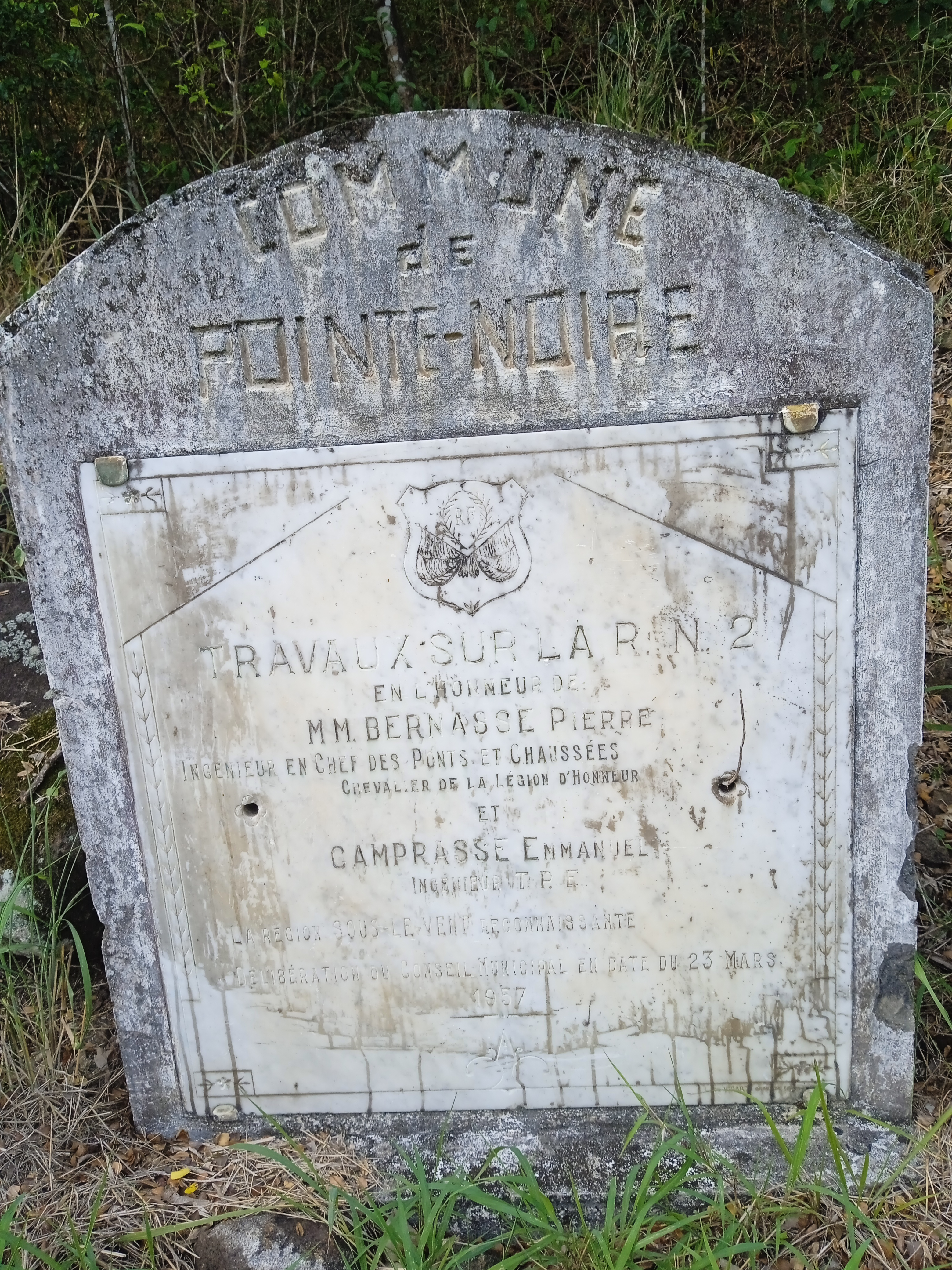
Borne commémorative de Petite Anse (route nationale 2, Guadeloupe)

Afin d'améliorer la piste ancienne et délabrée, peu carrossable, en 1951 des travaux commencent. L'itinéraire Basse-Terre-Lamentin passant par Vieux-Habitants, Bouillante, Pointe-Noire et Deshaies est officiellement inauguré le 4 juin 1959. Une borne commémorative est apposée dès mars 1957 lors de l'ouverture du tronçon Pointe-Noire-Deshaies à proximité de la plage de Petite-Anse pour marquer le désenclavement du secteur à cette date.